# Ligne 2 du tramway de Besançon
Pour l’article homonyme, voir Ligne 2.
La ligne T2 du tramway de Besançon relie la ville du sud-ouest à la gare Viotte, partant du quartier des Hauts-du-Chazal, le CHRU Jean-Minjoz, Planoise, Micropolis et son pôle d'échanges, les secteurs Grette et Brulard, le pôle d'échanges de Saint-Jacques, le centre-ville de Besançon par les quais, Battant, la place de la Révolution et la gare Viotte.

## Tracé

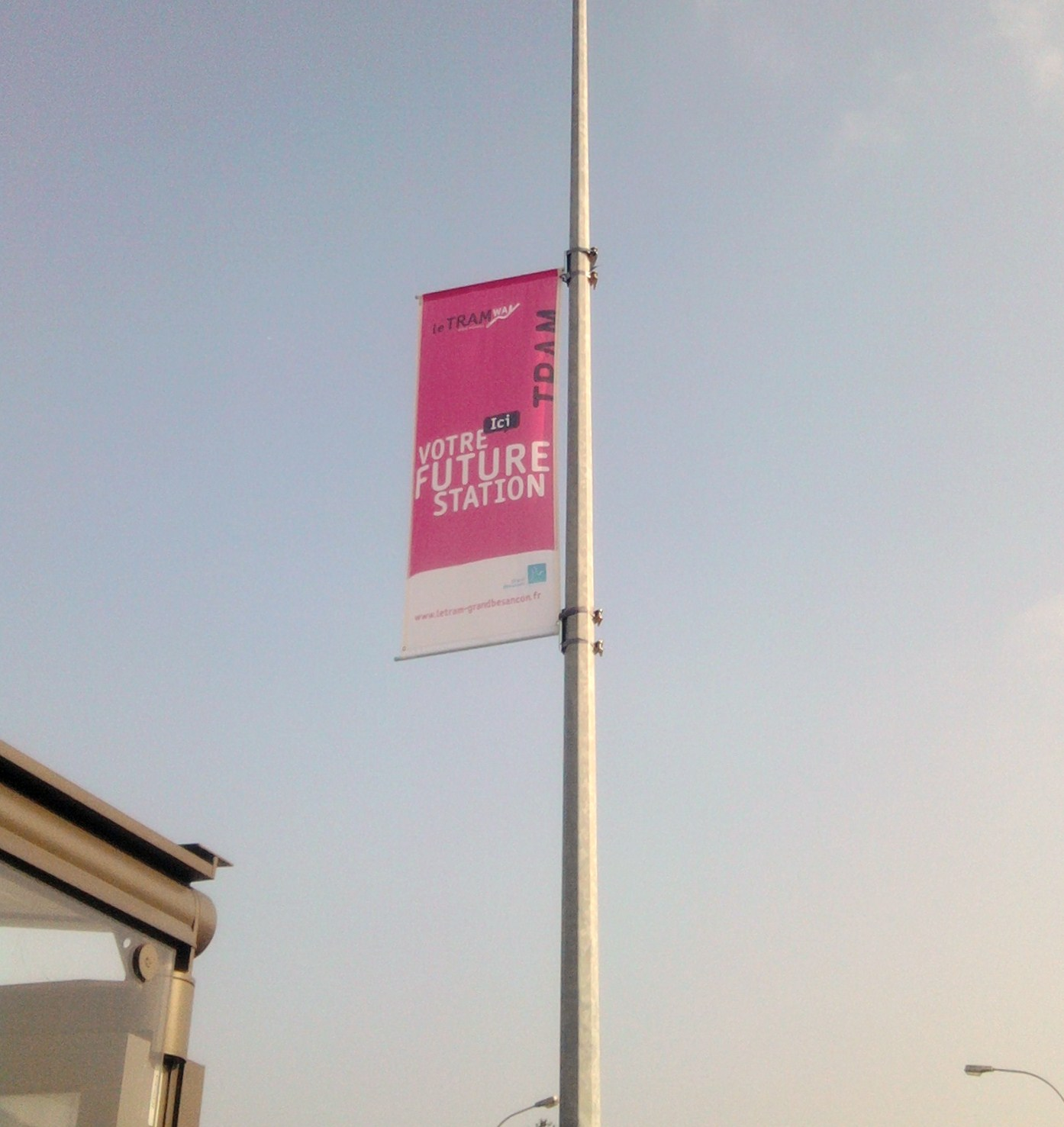
Drapeau signalant une future station du tramway de Besançon.

|  |   |  | Stations            | Lat/Long                    | Communes desservies | Correspondances                                                           |
|  | - |  | ------------------- | --------------------------- | ------------------- | ------------------------------------------------------------------------- |
|  | ■ |  | Hauts-du-Chazal     | 47° 13′ 18″ N, 5° 57′ 05″ E | Besançon            | TRAM 1 BUS 7 BUS 58 61                                                    |
|  | • |  | UFR Santé           | 47° 13′ 25″ N, 5° 57′ 22″ E | Besançon            | TRAM 1                                                                    |
|  | • |  | Maison des Familles | 47° 13′ 34″ N, 5° 57′ 36″ E | Besançon            | TRAM 1                                                                    |
|  | • |  | CHRU Minjoz         | 47° 13′ 35″ N, 5° 57′ 50″ E | Besançon            | TRAM 1                                                                    |
|  | • |  | Île-de-France       | 47° 13′ 19″ N, 5° 58′ 02″ E | Besançon            | TRAM 1 BUS 4 22                                                           |
|  | • |  | Époisses            | 47° 13′ 21″ N, 5° 58′ 22″ E | Besançon            | TRAM 1                                                                    |
|  | • |  | Allende             | 47° 13′ 11″ N, 5° 58′ 24″ E | Besançon            | TRAM 1 BUS 6 14 52 53 54 55 56 57 58                                      |
|  | • |  | Micropolis          | 47° 13′ 14″ N, 5° 58′ 42″ E | Besançon            | TRAM 1 BUS 6 14 BUS 51 52 53 54 55 56 57 58                               |
|  | • |  | Malcombe            | 47° 13′ 21″ N, 5° 58′ 57″ E | Besançon            | TRAM 1                                                                    |
|  | • |  | Rosemont            | 47° 13′ 34″ N, 5° 59′ 50″ E | Besançon            | TRAM 1                                                                    |
|  | • |  | Brulard             | 47° 13′ 42″ N, 6° 00′ 22″ E | Besançon            | TRAM 1                                                                    |
|  | • |  | Polygone            | 47° 13′ 47″ N, 6° 00′ 39″ E | Besançon            | TRAM 1 BUS 10 21                                                          |
|  | • |  | Chamars             | 47° 14′ 01″ N, 6° 01′ 13″ E | Besançon            | TRAM 1 BUS 4 5 10 11 15 21 23 30 31 Ginko Citadelle BUS 81 82 83 84 85 86 |
|  | • |  | Canot               | 47° 14′ 10″ N, 6° 00′ 57″ E | Besançon            | TRAM 1                                                                    |
|  | • |  | Battant             | 47° 14′ 22″ N, 6° 01′ 10″ E | Besançon            | TRAM 1 BUS 24                                                             |
|  | • |  | Révolution          | 47° 14′ 25″ N, 6° 01′ 22″ E | Besançon            | TRAM 1                                                                    |
|  | • |  | République          | 47° 14′ 27″ N, 6° 01′ 38″ E | Besançon            | TRAM 1 BUS 3 4 5 11 20 21 22 26                                           |
|  | • |  | Parc Micaud         | 47° 14′ 34″ N, 6° 01′ 47″ E | Besançon            | TRAM 1                                                                    |
|  | • |  | Flore               | 47° 14′ 44″ N, 6° 01′ 41″ E | Besançon            |                                                                           |
|  | ■ |  | Gare Viotte         | 47° 14′ 47″ N, 6° 01′ 16″ E | Besançon            | BUS 3 5 22 23 24 TER Bourgogne-Franche-Comté TGV                          |

 Toutes les stations sont accessibles aux handicapés.

## Matériel roulant

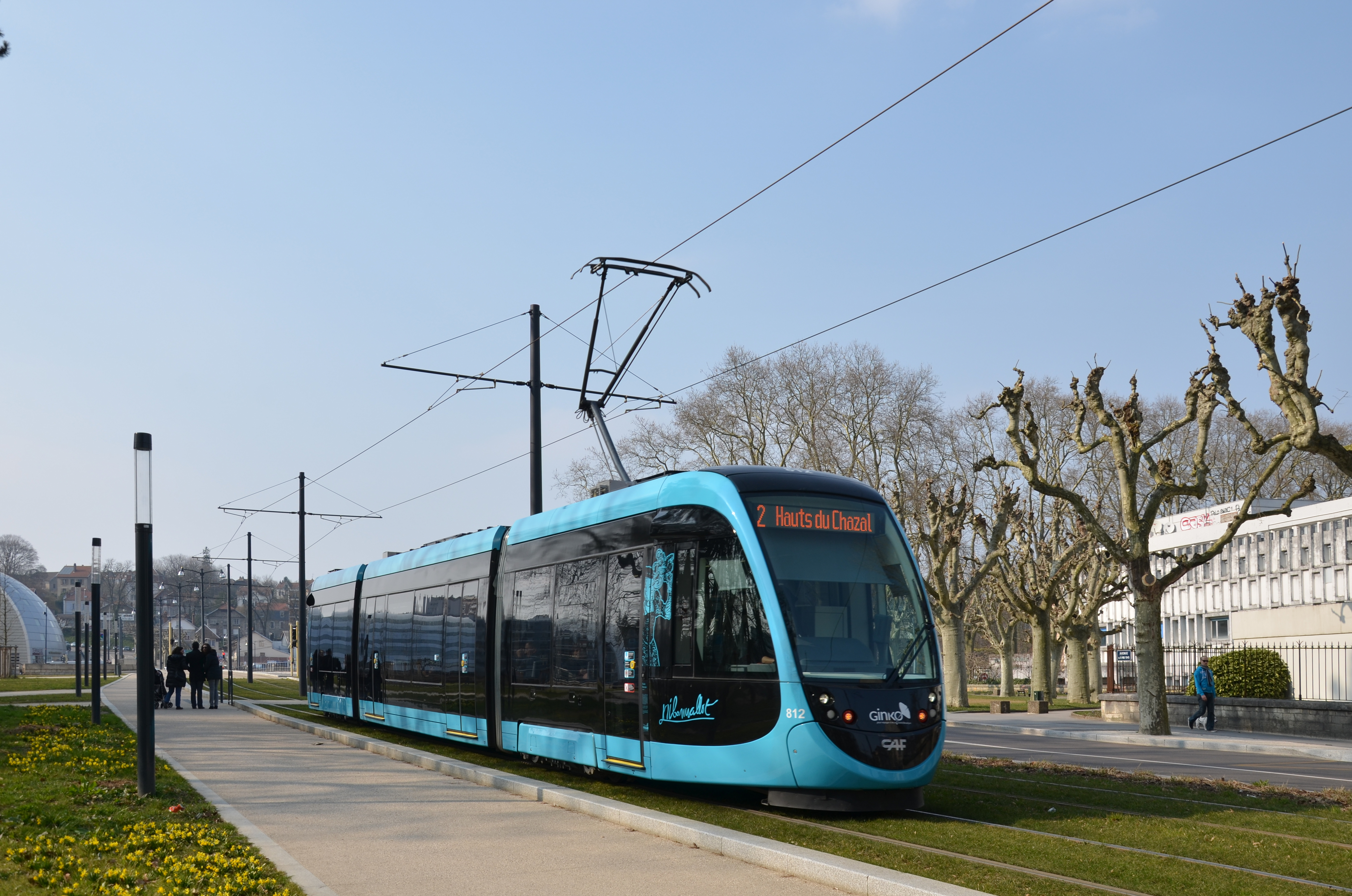
CAF Urbos 3 près de la station République.

La ligne T2 circule avec des rames CAF Urbos 3.

## Projets d'extension
Un projet d'extension de la ligne vers la technopole Témis en passant par l'écoquartier Vauban, Montrapon, le pôle sportif et le campus est évoqué à l'horizon 2025, reprenant l'itinéraire du BHNS mis en service en 2017.